# Coral de São Venceslau

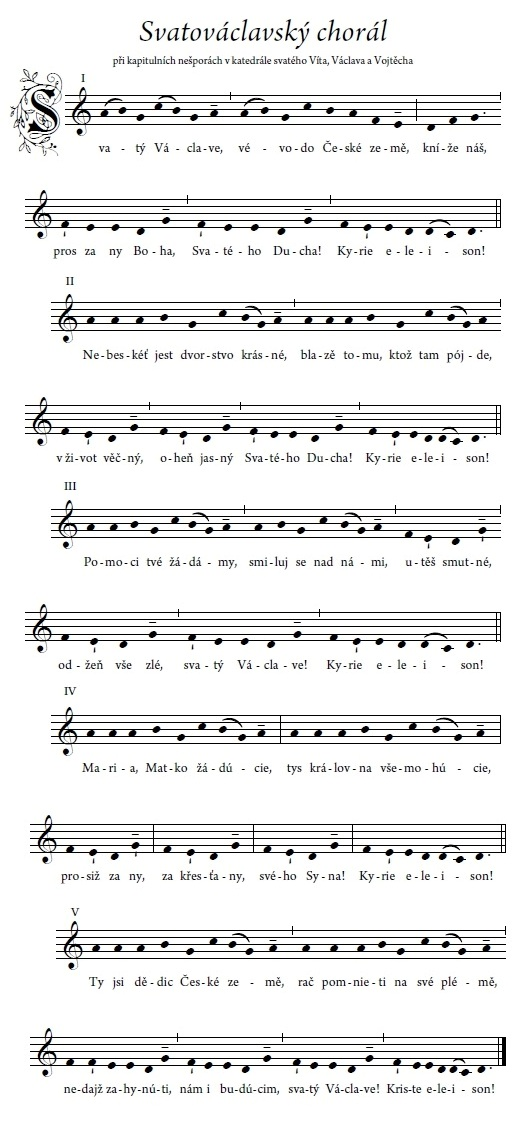
Coral de São Venceslau cantado nas Vésperas da Catedral de São Vito, Venceslau e Adalberto em Praga, em notação moderna.

O Coral de São Venceslau (em checo: Svatováclavský chorál) ou simplesmente São Venceslau é uma dos mais antigos cânticos e hinos religiosos checos conhecidos. As suas raízes remontam ao século XII e pertence às canções religiosas mais populares também hoje, e aos cânticos europeus mais antigos ainda utilizados, escrito em checo antigo. O hino é mencionado como "antigo e conhecido" na crónica do século XIII Cronica Ecclesiae Pragensis Benessii Krabice de Weitmile.

## História

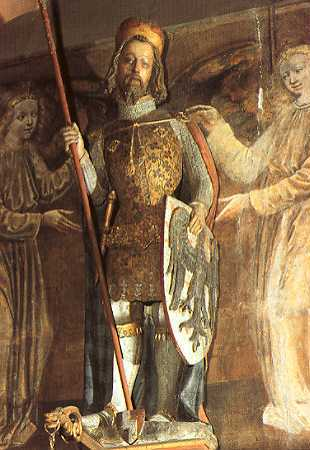
São Venceslau I, santo padroeiro da República Checa.

A estrutura métrica, a análise linguística e o ritmo confirmam a sua datação do século XII. Ao longo dos séculos seguintes, estrofes inteiras foram adicionadas e substituídas pela versão original, que consistia em três estrofes. No século XIV, Benesch von Weitmühl publicou uma versão conhecida do texto (em checo: Beneš Krabice z Veitmile). No entanto, somente na virada dos séculos XVIII e XIX foi consolidada uma versão estável de longo prazo, que ainda hoje está em uso. 
O texto é uma oração de intercessão a São Venceslau, duque da Boémia, pai da nação checa e seu padroeiro cristão, invocado para pedir a Deus a graça de proteger a nação dos abusos e garantir a sua salvação. O hino é cantado no final da Santa Missa durante as solenidades mais importantes do calendário litúrgico, para além de ser cantado em eventos importantes, como a coroação de reis checos, e também foi ouvido nos funerais de Tomáš Masaryk ou Václav Havel.
Em 1918, nos primórdios do Estado checoslovaco, a canção foi cogitada como possível candidata a ser o hino nacional.

## Amostras de textos existentes

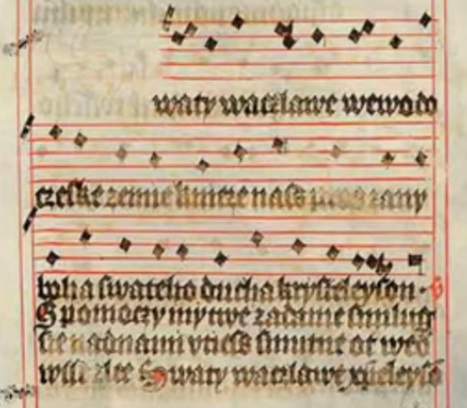
São Venceslau num livro medieval de liturgia.

### A forma preservada mais antiga – 1368
A gravação mais antiga da canção está preservada na crónica de Beneš Krabic de Weitmile de 1368, que contém um total de 3 estrofes.
| Original                                                                                               | Tradução livre |
| --- | --- |
| Svatý Václave vévodo České země kněže náš pros za ny Boha svatého Ducha Kyrieleison                    | São Venceslau Duque da Boémia nosso padre ore a Deus por eles do Espírito Santo Kyrieleison                             |
| Nebeské toť dvorstvo krásné blaze tomu ktož tam pójde život věčný oheň jasný svatého Ducha Kyrieleison | A corte celestial é linda bem-aventurado aquele que vai até lá vida eterna fogo brilhante do Espírito Santo Kyrieleison |
| Pomoci tvé žádámy smiluj se nad námi utěš smutné odžeň vše zlé Svatý Václave Kyrieleison               | Pedimos sua ajuda tenha piedade de nós confortar o triste afastar todo o mal São Venceslau Kyrieleison                  |

### Redação do canto no Gradual de Litoměřice - 1475
A redação do canto aparece novamente na coleção de canções hussitas, a chamada Sborník Litoměřický de 1475. Em contraste com a versão anterior do século XIV, seis estrofes adicionais são escritas aqui.
| Angele swieti nebesstij raczte nas k sobie przwiesti ku kdez slawa neprzestawa wieczneho Boha Krysteleyson         | Hrziechuow se nasych lekamy spomoczi wassie zadamy swaty Wite slawny Woytiesse swaty Waclawe Krysteleyson                                            |
| Marya matko zaduczie tys kralowna wssemohuczi prosiz zany (král Václav III.) za krziestiany Hospodyna Krysteleyson | Wysste diediczi czeske zemie raczte pomnieti na swe plemie nedayte zahynuti nam y buducziem swaty Zykmunde swaty Prokope swata Ludmillo Krysteleyson |
| Wssickni swieti spomahayte zahynuti nam nedayte w swietie w bludnem at nezahynem Krysteleyson                      | Bohu otczi chwalu wzdaymy swatym se krzizem pozahnaymy we gmeno Otcze y Syna geho y swateho Ducha Krysteleyson                                       |
| | Amen |

### Manuscrito da Biblioteca da Universidade de Praga - século XV ou XVI.
Neste manuscrito de datação pouco clara, a décima estrofe do canto ainda está presente.
| Tys nass diedicz Czieske zemie rozpomen se na swee plemie neday zahynuti naam y buduczym swaty Waczlawe Krysteleyson |

## Texto consolidado

### Texto da versão atual
| Texto | Tradução livre |
| --- | --- |
| Svatý Václave, vévodo české země, kníže náš, pros za nás Boha, svatého Ducha! Kriste, eleison.                      | São Venceslau, Duque da Boémia, nosso príncipe, rogai por nós a Deus, o Espírito Santo! Kriste, eleison.                          |
| Ty jsi dědic české země, rozpomeň se na své plémě, nedej zahynouti nám ni budoucím, svatý Václave! Kriste, eleison. | Você é o herdeiro da terra tcheca, lembre-se de sua tribo, não deixe que nós, futuros, pereçamos, São Venceslau! Kriste, eleison. |
| Pomoci my tvé žádáme, smiluj se nad námi, utěš smutné, zažeň vše zlé, svatý Václave! Kriste, eleison.               | Pedimos sua ajuda, tenha piedade de nós, console os tristes, bana todo o mal, São Venceslau! Kriste, eleison.                     |

### Geralmente são adicionadas mais estrofes
| Texto | Tradução livre |
| --- | --- |
| Nebeské jest dvorstvo krásné, blaze tomu, kdo tam dojde, v život věčný, oheň jasný svatého Ducha. Kriste, eleison.                                                                                                | A corte celestial é bela, bem-aventurado aquele que nela entra, para a vida eterna, o fogo brilhante do Espírito Santo. Kriste, eleison.                                                                            |
| Maria, Matko žádoucí, tys Královna všemohoucí, prosiž za nás, za křesťany, svého Syna, Hospodina! Kriste, eleison.                                                                                                | Maria, Mãe desejável, ó Rainha todo-poderosa, intercede por nós, pelos cristãos, teu Filho, o Senhor! Kriste, eleison.                                                                                              |
| Andělé svatí nebeští, račte nás k sobě přivésti, tam, kde chvála nepřestává věčného Boha. Kriste, eleison. | Santos anjos do céu, procurem nos trazer até vocês, onde o louvor nunca cessa ao Deus eterno. Kriste, eleison. |
| Všichni svatí, za nás proste, zahynouti nám nedejte, svatý Víte, svatý Norberte, svatý Zikmunde, svatý Prokope, svatý Vojtěše, svatý Jene Nepomucký, svatá Ludmilo, svatá Anežko, svatý Václave! Kriste, eleison. | Todos os santos, rogai por nós, não nos deixemos perecer, São Vito, São Norberto, São Sigismundo, São Procópio, Santo Adalberto, Santa Joana de Nepomuk, Santa Ludmila, Santa Inês, São Venceslau! Kriste, eleison. |
| Bohu Otci chválu vzdejme, svatým křížem se žehnejme: Ve jménu Otce i Syna jeho i Ducha svatého. Kriste, eleison.                                                                                                  | Louvemos a Deus Pai, abençoemo-nos com a santa cruz: Em nome do Pai e de seu Filho e do Espírito Santo. Kriste, eleison.                                                                                            |

Texto de uma versão mais antiga

| Texto | Tradução livre |
| --- | --- |
| Svatý Václave, vévodo české země, kněže náš, pros za ny Boha, svatého Ducha! Kriste, eleison.                        | São Venceslau, Duque da Boêmia, nosso sacerdote, rogai por eles a Deus, o Espírito Santo! Kriste, eleison.                            |
| Nebeskéť jest dvorstvo krásné, blazě tomu, ktož tam pójde, v život věčný, oheň jasný svatého Ducha. Kriste, eleison. | A corte do céu é linda, bem-aventurado aquele que vai até lá para a vida eterna, o fogo brilhante do Espírito Santo. Kriste, eleison. |
| Pomoci tvé žádámy, smiluj sě nad námy. Utěš smutné, otžeň vše zlé, svatý Václave! Kriste, eleison.                   | Pedimos sua ajuda tenha piedade de nós. Conforte os tristes, afaste todo mal, São Venceslau! Kriste, eleison.                         |

## Modificações da música
O Coral de São Venceslau inspirou alguns compositores checos à criação de variações sobre o tema. Exemplos bem conhecidos podem ser mencionados:
- Josef Suk: Meditação sobre o coral de São Venceslau, op. 35a
- Vítězslav Novák: Tríptico Svatováclavský • tocata, chacona e fuga, op. 70
- Pavel Haas: Suíte para Oboé e Piano, Op. 17